# Idiacanthus
Idiacanthus is een geslacht van straalvinnige vissen uit de familie van Stomiidae.

## Soorten
- Idiacanthus atlanticus Brauer, 1906
- Idiacanthus fasciola Peters, 1877